# Møns amt
Møns amt (danska: Møn Amt) var ett amt som omfattade området kring öarna Møn, Bogø och Nyord (Mønbo härad) i sydöstra Danmark. Residensstaden Stege var amtets enda stad. 1774 blev dock amtet annekterat till Nykøbings amt och lagt under amtmannen i Nykøbing Falster.

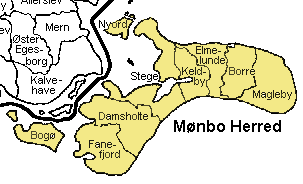
Karta över Mønbo härad, som mellan 1662 och 1803 utgjorde Møns amt.

## Administrativ historik
Møns amt bildades när Danmarks län ersattes av amt 1662 och ersatte då det dåvarande slottslänet Stegehus län.
Amtet upphörde 1803 då det, som en följd av amtsreformen 1793, gick upp i  Præstø amt, som sedan i sin tur till större delen blev en del av Storstrøms amt i samband med kommunreformen 1970. Sedan kommunreformen 2007 tillhör området Region Själland.